# Declaració de la Independència d'Estònia
La Declaració d'Independència d'Estònia, formalment titulada el Manifest als Pobles d'Estònia (estonià: Manifest Eestimaa rahvastele), és el document fundacional que va establir la República d'Estònia democràtica independent el 1918. Publicada arran del col·lapse de l'Imperi Rus a la Revolució de 1917, el cop bolxevic i l'ocupació alemanya d'Estònia durant la Primera Guerra Mundial, la declaració va afirmar la sobirania nacional d'Estònia i el seu compromís amb la governança democràtica. La declaració va anunciar i explicar la separació d'Estònia de l'antic Imperi Rus i va declarar la república acabada de crear com a país neutral en la llavors en curs Primera Guerra Mundial.
La Declaració va ser redactada sota la supervisió del Comitè de Salvació d'Estònia i adoptada el 21 de febrer de 1918 per unanimitat pel Consell d'Ancians de l'Assemblea Provincial d'Estònia. Va ser llegida públicament per primera vegada el 23 de febrer de 1918, a les 8 del vespre, des del balcó del Teatre Endla a Pärnu per Hugo Kuusner, un delegat de l'Assemblea Provincial. Aquest acte va marcar la primera proclamació formal de la independència d'Estònia. La proclamació a Pärnu va precedir la declaració oficial a Tallinn el 24 de febrer de 1918, quan el Govern Provisional d'Estònia va assumir el control.
La Declaració d'Independència d'Estònia va proclamar formalment Estònia com una república democràtica sobirana, delimitada dins de les seves fronteres històriques i etnogràfiques. Arrelada en reivindicacions històriques, culturals i ètniques, el manifest va ser tant una declaració política com un acte simbòlic d'autodeterminació nacional. Va esbossar els principis d'un estat lliure i democràtic, va garantir les llibertats civils i va establir el camí per a la construcció de les institucions nacionals d'Estònia. La declaració va servir de pedra angular per a la República d'Estònia, influint en el seu marc legal i polític i inspirant la lluita de la nació per la independència durant tot el segle XX.
Des de llavors, el 24 de febrer se celebra com el Dia de la Independència d'Estònia, el dia nacional d'Estònia.

## Antecedents

### Primeres propostes per a la independència d'Estònia
Mentre que Estònia havia format part de l'Imperi Rus des de la Gran Guerra del Nord, el despertar nacional estonià al segle xix va reafirmar la identitat ètnica estoniana i va preparar el camí per a les aspiracions nacionalistes cap a la independència del país. Un aspecte significatiu del moviment va ser la recollida i preservació del folklore estonià, inclosos mites i tradicions precristianes, que van fomentar un sentiment d'orgull en una era imaginada o històrica de llibertat abans de les Croades del Nord. Aquest despertar cultural va conduir a la publicació de l'èpica nacional estoniana, Kalevipoeg, per Friedrich Reinhold Kreutzwald el 1857. L'èpica, escrita en vers rúnic, parla d'un mític regne estonià precristià i inclou una profecia ben coneguda sobre el retorn del rei Kalev. En el seu discurs àmpliament publicitat de 1868, Carl Robert Jakobson va avançar encara més els ideals nacionalistes, idealitzant l'antiga llibertat dels estonians com un "temps de llum", contrastant-la amb el "període de foscor" portat per la dominació cristiana, i va imaginar una "alba" de renovació. Va expressar l'esperança de reformes que proporcionarien més drets i millors condicions per als estonians, especialment per als agricultors, assenyalant optimisme per a un futur més brillant.
La idea d'una Estònia republicana va ser esmentada per primera vegada per escrit per Andres Dido, una figura del moviment nacional estonià. El 1882, el poema de Dido Eesti sõalaul ("Cançó de guerra estoniana") incloïa la línia "i sobre la República d'Estònia", marcant la referència més antiga coneguda a una República d'Estònia. Dido imaginava Estònia com una república i defensava la igualtat i la solidaritat entre les nacions. El concepte d'una Estònia independent va ser expressat famosament per Juhan Liiv en el seu poema Kas näitad? ("Mostraràs?"), on va escriure: "Un dia, hi haurà un Estat estonià". Tot i que el poema no està datat, el crític literari Friedebert Tuglas va suggerir que probablement va ser inspirat pels esdeveniments revolucionaris de 1905. Aquestes paraules es van convertir en un símbol poderós de les aspiracions d'Estònia a la sobirania i la identitat nacional
Durant la Revolució de 1905, es van fundar els primers partits polítics estonians legals. Es va convocar un congrés nacional estonià que va exigir la unificació de les àrees estonianes en un únic territori autònom i la fi de la russificació. Els disturbis van anar acompanyats tant de manifestacions polítiques pacífiques com de aldarulls violents amb saqueigs al districte comercial de Tallinn i en diverses mansions de terratinents rics al camp estonià La bandera d'Estònia, adoptada per la Societat d'Estudiants Estonians des de 1881, va tenir un paper destacat durant aquestes manifestacions. El desembre de 1905, va tenir lloc el primer intent de declarar Estònia com a país independent al poble de Vaali, Järvamaa. El govern tsarista va respondre amb una repressió brutal; unes 500 persones van ser executades i centenars més empresonades o deportades a Sibèria.

### La Primera Guerra Mundial i la Revolució de Febrer

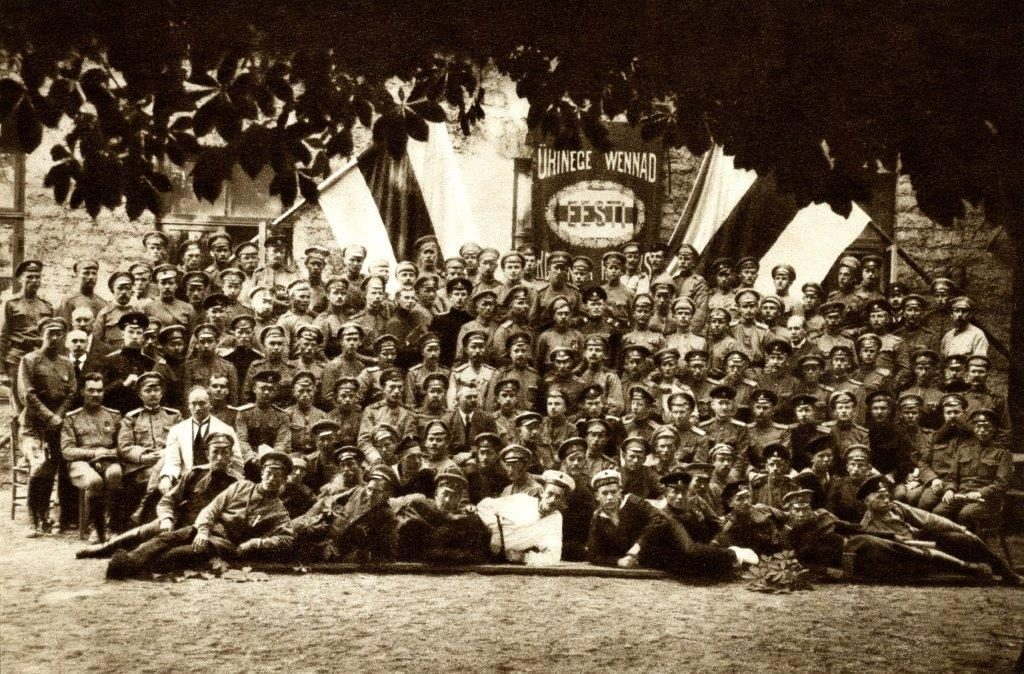
Congrés de soldats estonians que servien a l'exèrcit rus el 1917

Durant la Primera Guerra Mundial, més de 100.000 homes estonians van ser reclutats a l'Exèrcit Imperial Rus, amb aproximadament entre 8.000 i 10.000 morts i un de cada cinc ferits. Enmig de les dificultats i l'escassetat causades per la guerra, les idees de formar un exèrcit nacional estonià van començar a guanyar força. El malestar civil al front interior va alimentar encara més les demandes de més autonomia, especialment quan els estonians i altres grups minoritaris buscaven alleujament del control imperial. El maig de 1916, el polític Jüri Vilms va renovar la crida a l'autonomia nacional, alineant-se amb aspiracions anteriors d'unificar Estònia i parts de Livònia en una sola entitat administrativa.
La Revolució de Febrer de 1917 va provocar importants trastorns a Estònia. El 15 de març, una vaga a Tallinn va derivar en protestes, amb manifestants atacant institucions governamentals, alliberant presos i desmantellant les estructures administratives del Govern Provincial. Això va coincidir amb l'abdicació del tsar Nicolau II, marcant la fi del règim autocràtic a Rússia. A mesura que les institucions estatals es dissolien, Estònia va començar a avançar cap a l'autogovern. Es van celebrar eleccions per al Consell de Diputats d'Obrers i Soldats de Tallinn, i el consell es va reunir per primera vegada el 16 de març, assenyalant l'inici d'una governança local més organitzada. Dels 198 delegats elegits, 58 eren bolxevics, 87 eren socialrevolucionaris, 29 eren menxevics i 22 no tenien partit.
El 19 de març, Jaan Poska va ser nomenat pel Govern Provisional Rus com el primer governador estonià de la Governació d'Estònia. Això va marcar l'inici de l'autoritat administrativa del Govern Provisional a la regió. Poc després, del 24 al 27 de març, representants de ciutats i municipis estonians es van reunir a Tartu per discutir un nou sistema de governança per substituir el control de la noblesa bàltica. Tot i que es va considerar el model electoral finlandès, es va triar un sistema més senzill d'eleccions generals indirectes com a mesura temporal, fet que va significar un pas crucial cap a l'autogovern. El 31 de març, es va presentar al Govern Provisional l'esborrany de la Llei de Govern Local, fet que indicava una determinació creixent entre els líders estonians per formalitzar l'autonomia.
El 8 d'abril, gairebé 40.000 estonians, inclosos fins a 15.000 soldats, van marxar a Petrograd (ara Sant Petersburg), la llavors capital de Rússia, per exigir autonomia per a la seva pàtria. Amb banderes estonianes i cantant cançons patriòtiques, els manifestants van lliurar la seva petició al Govern Provisional Rus al Palau de Tauride. Els seus esforços van donar fruit pocs dies després, quan el 12 d'abril, el Govern Provisional va promulgar la Llei sobre l'Autogovern Temporal d'Estònia. Aquest decret va concedir una autonomia significativa, unint la governació del nord d'Estònia amb les regions de parla estoniana de Livònia per formar una entitat autònoma Aquest èxit, fruit d'esforços coordinats per líders estonians a Tartu, Petrograd i Tallinn, va trobar resistència per part de faccions bolxevics i imperialistes. No obstant això, va establir una base per avançar en les aspiracions nacionals d'Estònia, evolucionant de les demandes d'autonomia a les aspiracions d'igualtat en una Rússia federativa.
L'any 1917 també va veure desenvolupaments crítics en l'organització militar d'Estònia. Sota el lideratge de Konstantin Päts, es va establir l'Oficina Militar Estoniana, i el coronel et va ser nomenat per formar un regiment estonià. El juliol de 1917, el Primer Congrés de Soldats Estonians va elegir un Alt Comandament Militar Estonià, de nou sota el lideratge de Päts, consolidant encara més l'exèrcit com una força clau en la lluita d'Estònia per l'autodeterminació. Aquests esforços polítics i militars combinats van establir les bases per a l'eventual declaració d'independència d'Estònia.

### Convocatòria de l'Assemblea Provincial Estoniana
El Govern Provisional Rus va decretar que l'assemblea provincial es creés amb membres elegits per sufragi universal indirecte. Les eleccions per als 62 diputats de l'Assemblea Provincial Estoniana es van celebrar per etapes, amb representants de la comunitat rural triats al maig-juny i representants de la ciutat elegits al juliol-agost. Les eleccions van impulsar l'establiment i la reorganització dels partits nacionals estonians, amb sis partits representats a l'assemblea juntament amb tres diputats independents i representants de les minories germanobàltics i de parla sueca. Les eleccions van ser preses seriosament per les faccions polítiques estonianes, inclosos els nacionalistes i els bolxevics. No obstant això, la noblesa bàltica va boicotejar en gran part el procés, i molts germanobàltics van considerar il·legítima l'assemblea. A més, els soldats i mariners russos, una força revolucionària significativa a Estònia, van estar notablement absents de l'Assemblea Provincial, fet que reflectia la creixent divisió entre els nacionalistes estonians i el moviment revolucionari.
La primera sessió de l'Assemblea Provincial es va convocar l'1 de juliol de 1917 al Castell de Toompea. En el seu discurs inaugural, el comissari governador Jaan Poska va proclamar simbòlicament una nova era perquè els estonians governessin la seva terra. Les decisions inicials de l'assemblea van incloure l'establiment de l'estonià com a llengua de treball oficial i l'elecció d'Artur Vallner com a president temporal. L'Assemblea Provincial també va nomenar el Govern Provincial d'Estònia. Enmig de la creixent inestabilitat a Rússia, l'assemblea va assumir gradualment poders més enllà dels que normalment es concedien als òrgans de govern provincials, evolucionant cap a una legislatura nacional de facto. Reflectint aquest paper ampliat, es va començar a utilitzar el terme Maapäev ("Dieta de la Terra"). Al juliol, l'assemblea va establir un consell d'ancians format per la seva direcció i representants de tots els partits polítics, que va tenir un paper fonamental en la guia del moviment independentista durant els períodes en què l'assemblea plena no podia reunir-se.
La captura de Riga per les forces alemanyes el 3 de setembre, i el posterior avanç alemany a Estònia van influir profundament en les accions de l'assemblea. En una sessió extraordinària, l'assemblea va debatre la formació d'una unió amb les nacions bàltiques i escandinaves i va començar a establir les bases per a la representació estrangera. El 26 de setembre, responent a les demandes bolxevics de dissolució, l'assemblea es va declarar representant legal del poble estonià. Va formar una comissió per redactar una proposta per al futur govern d'Estònia, emfatitzant que el mateix poble estonià determinaria la seva constitució, potencialment mitjançant un referèndum. Tot i que inicialment l'assemblea va afirmar el lloc d'Estònia dins d'una Rússia federativa i democràtica, es va reservar el dret de buscar la independència si no es materialitzaven aquestes condicions. A la tardor de 1917, el caos de la guerra –inclosa l'ocupació alemanya de l'Arxipèlag de l'oest d'Estònia durant l'Operació Albion i la retirada de les forces russes saquejadores– va impulsar una major unitat entre els nacionalistes estonians Mentre que molts inicialment consideraven poc pràctica la independència total, els partits polítics estonians van donar suport cada vegada més a la idea que el futur del país seria decidit per la seva futura Assemblea Constituent, fet que assenyalava un canvi significatiu cap a la sobirania.

### Cop bolxevic
Després del cop bolxevic a Petrograd que havia deposat el Govern Provisional Rus el 7 de novembre, el Comitè Revolucionari de Guerra d'Estònia es va declarar la màxima autoritat a Estònia. L'endemà, Viktor Kingissepp, vicepresident del comitè, va assumir l'administració de Jaan Poska, emetent ordres per al traspàs de poder. Els bolxevics van establir una dictadura d'un sol partit, prohibint tots els altres partits polítics i introduint regulacions temporals per als consells de pobles rurals. La influència de la ideologia bolxevic, especialment entre els soldats i mariners russos estacionats a Estònia, els va permetre consolidar el poder a Tallinn, fet que va representar un seriós desafiament per als moviments nacionalistes estonians.
El cop de Petrograd i els esdeveniments posteriors a Estònia van provocar discussions urgents entre els líders nacionalistes estonians. La nit del 26 d'octubre, quan van arribar a Tallinn les notícies del cop, membres del govern provincial, inclòs Jaan Poska, van debatre la possibilitat de declarar la independència d'Estònia. Les discussions es van centrar llavors en els mètodes pels quals es podia aconseguir la independència, amb debats en curs sobre el millor curs d'acció. Les faccions de dreta de l'Assemblea Provincial van defensar una postura nacionalista decisiva, impulsant l'autonomia i la independència, mentre que els partits d'esquerra van dubtar, esperant una possible cooperació amb els bolxevics. No obstant això, hi va haver excepcions notables dins de tots dos camps. Malgrat el domini bolxevic a Tallinn, l'Assemblea Provincial es va negar a reconèixer la seva autoritat, marcant l'inici d'un període de doble govern a Estònia.
El novembre de 1917, els bolxevics van dissoldre formalment l'Assemblea Provincial, però el seu control sobre Estònia va continuar sent incomplet. Va sorgir una doble autoritat, amb l'administració bolxevic competint contra les institucions nacionalistes. El moviment nacionalista va obtenir un suport significatiu de les forces nacionals estonianes, especialment del 1r Regiment Estonià, que havia guanyat protagonisme defensant Muhu durant l'ofensiva alemanya. El 8 de novembre, l'assemblea general del regiment va instar l'Assemblea Provincial a assumir plena autoritat, suggerint que es reunís a Haapsalu sota la seva protecció. El compromís del regiment amb els ideals nacionalistes i el seu paper en el manteniment de l'ordre a l'oest d'Estònia van ser fonamentals per resistir el domini bolxevic. Els nacionalistes estonians també van ser recolzats pels soldats ucraïnesos estacionats a Estònia, que estaven menys influenciats pel bolxevisme.

### L'Assemblea Provincial declara la sobirania
L'1 de novembre de 1917, durant una reunió del Consell d'Ancians de l'Assemblea Provincial, es va fer evident la necessitat que Estònia busqués el seu propi camí. A suggeriment de Jüri Vilms, el Consell va aprovar una resolució que condemnava la presa de poder bolxevic a Petrograd, considerant-la una amenaça per a la llibertat de tots els pobles de Rússia. Això va ser seguit per una decisió el 7 de novembre de convocar una sessió de l'Assemblea Provincial i preparar les eleccions per establir una Assemblea Constituent d'Estònia. Les negociacions inicials amb Jaan Anvelt, el líder bolxevic local, van fracassar, ja que va rebutjar la idea del federalisme i va advertir a l'Assemblea que es dissolgués, amenaçant amb la dissolució si continuava reunint-se El Consell d'Ancians va rebutjar la cooperació i, el 12 de novembre, els bolxevics van ordenar la dissolució de l'Assemblea mentre programaven les eleccions per a l'Assemblea Constituent per al gener. Malgrat això, el Consell va resoldre convocar l'Assemblea el 28 de novembre desafiant l'autoritat bolxevic.
A la sessió extraordinària del 28 de novembre de 1917, presidida per Otto Strandman, l'Assemblea Provincial va adoptar tres resolucions històriques preparades pel Consell d'Ancians. Aquestes decisions incloïen plans per convocar una Assemblea Constituent d'Estònia, una declaració que afirmava l'Assemblea Provincial com a autoritat suprema a Estònia fins que es reunís l'Assemblea Constituent, i la concessió de poder legislatiu al Consell d'Ancians i al Govern Provincial durant els períodes de recessió. En reclamar l'autoritat suprema, l'Assemblea Provincial va distanciar legalment Estònia de l'estat rus, afirmant el dret dels estonians a determinar el seu propi destí. Aquest acte va establir les bases per a l'establiment d'un estat estonià independent, fins i tot quan els llaços teòrics amb una federació russa reformada encara eren una possibilitat.
La negativa de l'Assemblea a complir les ordres bolxevics de dissoldre's va ser unànime, marcant una posició desafiant per l'autodeterminació. Minuts després de la sessió, manifestants bolxevics van irrompre a la cambra, brandant banderes vermelles i declarant dissolta l'Assemblea Provincial. Simultàniament, van esclatar disturbis fora del Castell de Toompea, amb diversos membres de l'Assemblea atacats físicament. Aquests esdeveniments van fer impossible que l'Assemblea es reunís l'endemà, obligant els principals polítics nacionalistes a passar a la clandestinitat. Malgrat aquesta repressió, a les eleccions de principis de 1918 organitzades pels bolxevics, dos terços dels votants van donar suport a partits que defensaven la independència nacional.
A principis de febrer, els bolxevics van anul·lar les eleccions en curs i van iniciar repressions generalitzades. Els nacionalistes estonians, davant la repressió bolxevic, van canviar la seva estratègia. Les reunions a les modestes sales del Club d'Intel·lectuals Estonians al Teatre d'Estònia a Tallinn es van convertir en l'epicentre del moviment independentista. Durant una d'aquestes reunions, es va decidir buscar la independència per "mitjans revolucionaris". Això requeria la redacció d'una Declaració d'Independència adreçada al poble estonià i proclamar-la públicament a la primera oportunitat adequada, específicament en un lloc on es pogués arrabassar el control als bolxevics. Això va marcar un canvi decisiu en l'estratègia per aconseguir la sobirania estoniana, preparant l'escenari per a l'anunci públic de la independència més tard aquell mes.

### Ofensiva alemanya i el Comitè de Salvació
A la tardor de 1917, es va formar el Consell de Confiança Bàltic (Balti Usaldusnõukogu), que reflectia les aspiracions dels alemanys bàltics d'independència de Rússia. A l'octubre, Eduard von Dellingshausen, cap de la Cavalleria Estoniana, va informar el govern alemany que els alemanys bàltics havien tallat efectivament els llaços amb Rússia. El general Erich Ludendorff, a principis de novembre, va subratllar la necessitat de suport dels estonians i letons durant les negociacions de pau de Brest-Litovsk, defensant declaracions de secessió basades en el principi d'autodeterminació aprovat pels soviètics. El 13 de desembre, la Cavalleria Estoniana va declarar la independència de Rússia i va sol·licitar l'ocupació militar alemanya. La Cavalleria Livoniana va continuar amb una declaració similar el 30 de desembre.
Enmig d'aquests esdeveniments, els líders nacionalistes estonians es van oposar a l'alineació amb l'ocupació alemanya, proposant, en canvi, resistir declarant la independència d'Estònia per elevar la seva sobirania internacionalment. En una reunió crítica del Consell d'Ancians el 6 de gener, Gustav Suits, un destacat intel·lectual estonià, va defensar una acció immediata, emfatitzant la importància estratègica d'una declaració d'independència tant en l'àmbit nacional com internacional, especialment per als cercles democràtics d'Alemanya. Una declaració d'independència, va argumentar, posicionaria Estònia com una entitat sobirana a l'escena internacional, contrarestant l'amenaça imminent d'annexió per part d'Alemanya. Això va marcar un punt d'inflexió, ja que els nacionalistes estonians van buscar capitalitzar la inestabilitat geopolítica per fer valer el seu dret a l'autodeterminació i establir les bases per al reconeixement internacional
La urgència d'aquest esforç va créixer quan les forces alemanyes van iniciar l'Operació Faustschlag el 18 de febrer, després de la retirada de Lev Trotski de les negociacions de Brest-Litovsk. Les tropes alemanyes van desembarcar prop de Virtsu el 20 de febrer i van avançar cap a Tallinn. El 21 de febrer, van adreçar un ultimàtum al govern soviètic exigint la retirada russa d'Estònia, Finlàndia, Letònia i Ucraïna. Les forces alemanyes van capturar Haapsalu aquell mateix dia i Valga  el 22 de febrer La retirada de les forces bolxevics soviètiques va deixar un buit de poder, que els líders nacionalistes estonians van veure com una oportunitat fugitiva. El 19 de febrer, es va formar el Comitè de Salvació d'Estònia sota l'autoritat de l'Assemblea Provincial, format per Konstantin Päts, Jüri Vilms i Konstantin Konik. Aquest comitè va dirigir la redacció de la Declaració d'Independència d'Estònia, que aviat seria proclamada per solidificar la reclamació de sobirania d'Estònia enmig del caòtic panorama geopolític.

## Redacció i adopció

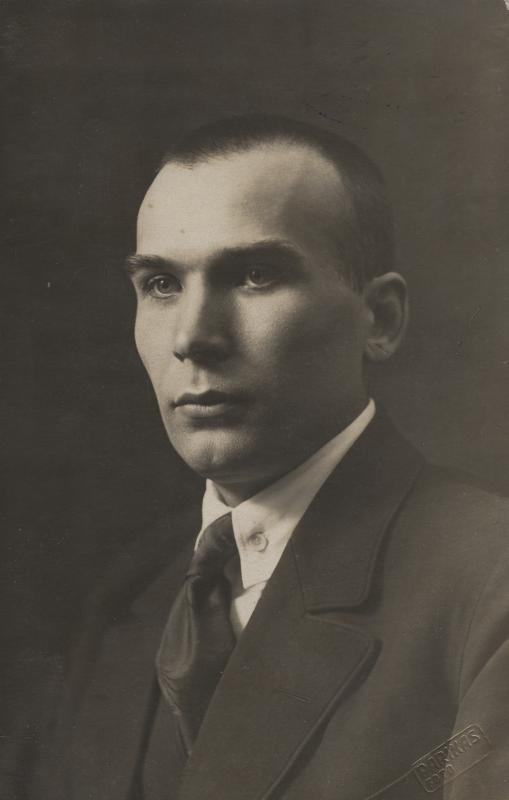
Juhan Kukk va ser un dels principals autors del text de la Declaració

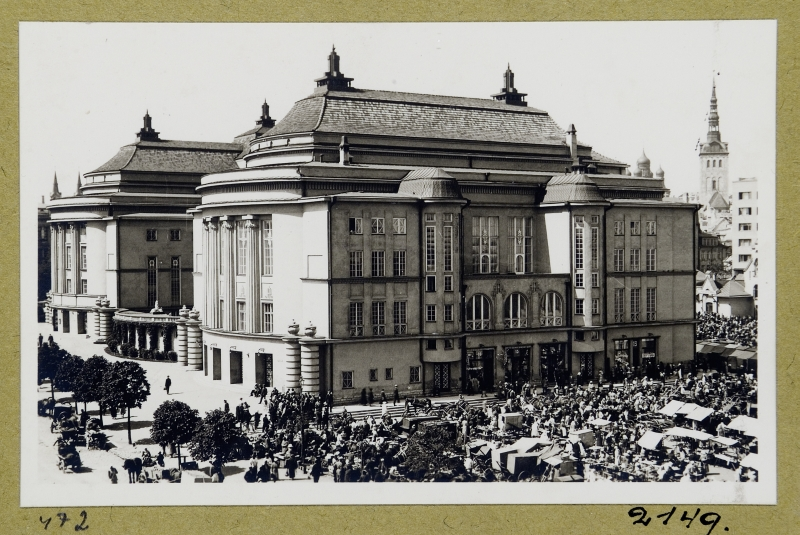
El Teatre d'Estònia a Tallinn, on es va editar i adoptar la Declaració d'Independència el 21 de febrer de 1918. La històrica decisió es va prendre a les sales del pis superior del Club d'Intel·lectuals.

A principis de 1918, sota les restriccions de la dictadura bolxevic, era impossible establir un estat estonià independent per vies legals. Els nacionalistes estonians van decidir proclamar la independència públicament mitjançant una declaració. El 18 de febrer, es va celebrar una reunió crucial al Club d'Intel·lectuals Estonians per deliberar sobre l'esborrany de la Declaració de la Independència d'Estònia. Els principis fonamentals de la Declaració van rebre l'aprovació unànime, i es va formar ràpidament una comissió per finalitzar el text. La comissió, composta per Karl Ast, Jüri Jaakson, Juhan Kukk i Jüri Vilms –tots membres de l'Assemblea Provincial–, va rebre la instrucció de completar el seu treball l'endemà, fet que reflectia la urgència de la situació política en ràpida evolució.
Es va confiar a Kukk la preparació de l'esborrany inicial, treballant en condicions clandestines a causa dels riscos d'incursions bolxevics. Cada frase va ser acuradament redactada, amb múltiples revisions per garantir la claredat i la precisió. Kukk va escriure el manifest en fulls solts de quadern, mantenint cada full separat com a precaució contra la possibilitat que tot el document caigués en mans bolxevics durant possibles incursions o escorcolls.
El 20 de febrer, el periodista Johan Juhtund va arribar a Tallinn amb una proposta de la direcció del 1r Regiment Estonià per declarar la independència sota la protecció del regiment a Haapsalu. Després de recórrer la ciutat i trobar moltes figures prominents absents dels seus llocs habituals, Juhtund finalment va arribar al Club d'Intel·lectuals, on va presentar la seva missió. Sorprenentment, els líders el van informar que el viatge a Haapsalu no podia procedir immediatament a causa del fet que el manifest encara no havia estat completament editat. La reunió va concloure amb un acord per tornar a reunir-se l'endemà al matí al mateix lloc per finalitzar i aprovar la declaració.
Aquella nit, els líders nacionalistes es van reunir al Club d'Intel·lectuals per discutir l'esborrany del manifest. L'enginyer Ferdinand Peterson va criticar el text per ser massa general i semblant a un "full de propaganda", fet que va provocar revisions addicionals. Es va formar una comissió editorial de tres membres –formada per Juhan Kukk, Ferdinand Peterson i Jüri Jaakson– per refinar el text. No obstant això, Jaakson va abandonar la reunió aviat, deixant Peterson i Kukk per completar les revisions a l'apartament de Kukk. Van "sopesar acuradament paraules i frases per assegurar que el manifest expressés les aspiracions del poble estonià, s'alineés amb les opinions de la majoria dels representants, i que els pensaments i les expressions fossin clars i evités qualsevol mala interpretació futura".
L'autor principal del manifest, Juhan Kukk, va treballar estretament amb Ferdinand Peterson per finalitzar el text. Kukk, operant sota l'amenaça constant de les autoritats bolxevics, va redactar el manifest en retalls de paper i el va revisar en reunions. El 20 de febrer, l'esborrany es va presentar a una reunió conjunta del Consell d'Ancians, el Govern Provincial Provisional i representants dels partits polítics al Club d'Intel·lectuals de Tallinn. Reunits al voltant de taules d'escacs, els assistents van discutir i aprovar l'esborrany amb canvis menors. Una comissió d'edició final, que incloïa Jaan Poska, Konstantin Päts i Juhan Kukk, va completar el document, assegurant que complís els més alts estàndards de claredat i propòsit.
La seva aprovació final va tenir lloc l'endemà, el matí del 21 de febrer de 1918. La Declaració de la Independència es va completar el matí del 21 de febrer. Unes hores més tard, durant una altra reunió al Club d'Intel·lectuals, va ser aprovada oficialment pel Consell d'Ancians de l'Assemblea Provincial. Segons Ferdinand Peterson, ell i Juhan Kukk no havien inclòs aquesta signatura abans, suposant que els signants serien membres del Comitè de Salvació. El manifest va ser publicat, datat el 21 de febrer, proclamant Estònia com una república democràtica independent "des d'avui en endavant".

## Proclamació pública

### Plans inicials
Un cop finalitzada, la distribució i duplicació de la Declaració d'Independència d'Estònia va afrontar reptes significatius. En aquell moment, el control bolxevic sobre totes les impremtes de Tallinn feia impossible la producció oberta del manifest. Fer còpies a mà per a la distribució comportava riscos considerables, ja que la seva captura per les autoritats bolxevics podria conduir a la detenció de membres de l'Assemblea Provincial i del govern. Malgrat aquests perills, es van preparar diverses còpies manuscrites del manifest i es van introduir de contraban a ciutats clau com Pärnu, Haapsalu i Tartu, amagades de manera creativa en folres de roba o botes. La còpia original va ser protegida per et, un oficial estonià, que la va amagar en un sobre impermeable fins a la proclamació oficial.
Tot i que la proclamació es va planificar inicialment per al 21 de febrer, problemes logístics i de seguretat la van retardar. Haapsalu va ser seleccionada inicialment com a lloc a causa de la presència del 1r Regiment Estonià, que s'oposava a la influència bolxevic. No obstant això, els informes d'una ofensiva alemanya en avanç van provocar una acció urgent. El coronel Ernst Põdder del regiment va demanar que un líder nacional viatgés a Haapsalu per declarar la independència. Membres del Comitè de Salvació i altres funcionaris van intentar arribar a Haapsalu, però es van veure obligats a tornar en saber que les tropes alemanyes ja havien entrat a la ciutat. El seu viatge de tornada a Tallinn va estar ple de perills, inclosos enfrontaments amb forces bolxevics, però van escapar il·lesos.
Amb Haapsalu sota control alemany, Tartu va sorgir com a ubicació alternativa per a la proclamació. Com a centre intel·lectual i nacionalista d'Estònia, Tartu oferia valor simbòlic i el suport potencial del Batalló de Reserva Estonià estacionat allà. No obstant això, el 23 de febrer, els avanços alemanys havien tallat les connexions ferroviàries amb la ciutat. Els esforços per enviar representants amb còpies de la Declaració a Tartu van ser frustrats, obligant els líders nacionalistes a reorientar els seus plans. Finalment, Pärnu va ser escollida com a lloc per a la primera proclamació pública, ja que oferia un entorn més favorable per afirmar la independència d'Estònia tot evitant la interferència bolxevic

### Proclamació a Pärnu

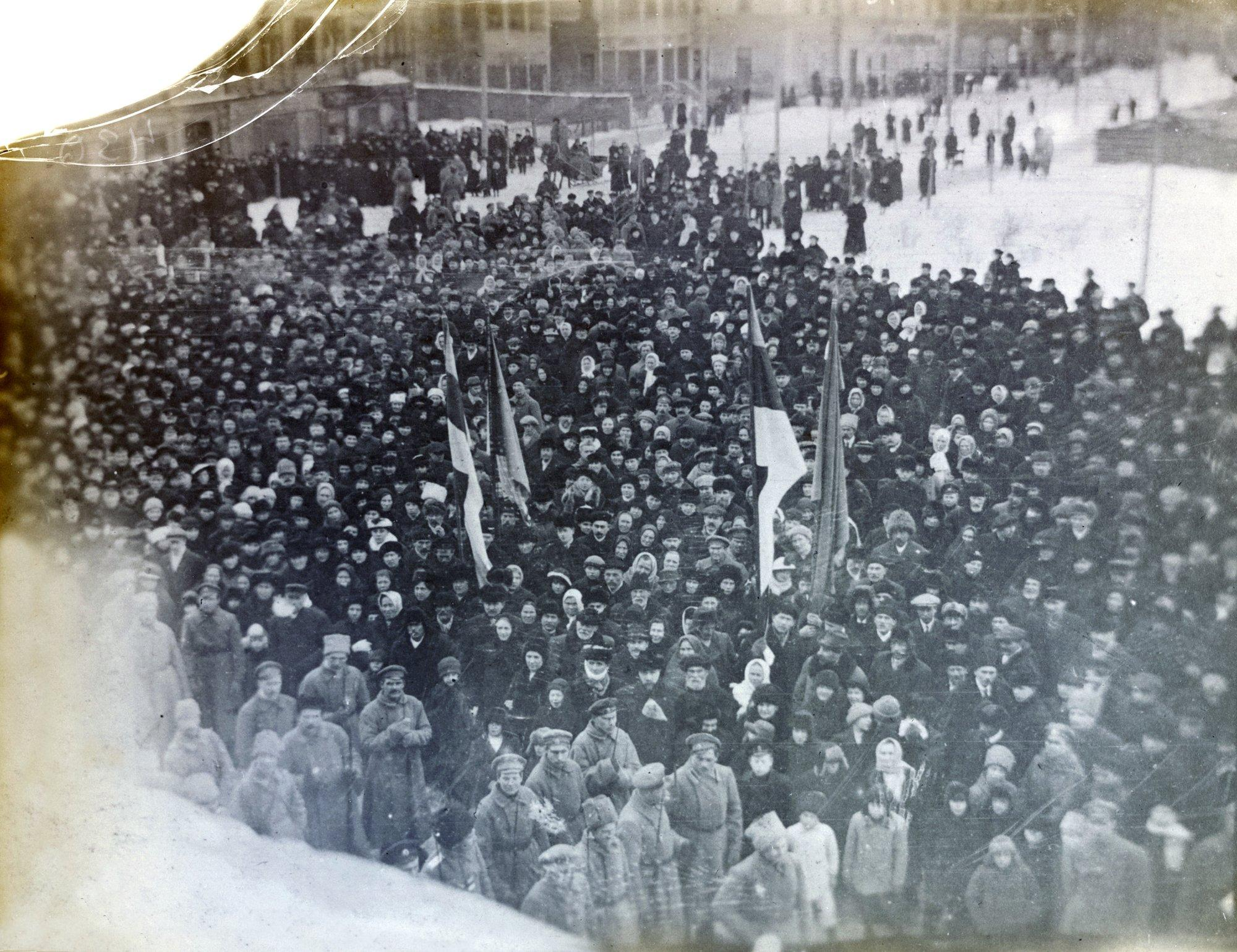
Multitud reunida davant del Teatre Endla per escoltar la primera proclamació de la Declaració d'Independència d'Estònia, el 23 de febrer de 1918 a Pärnu

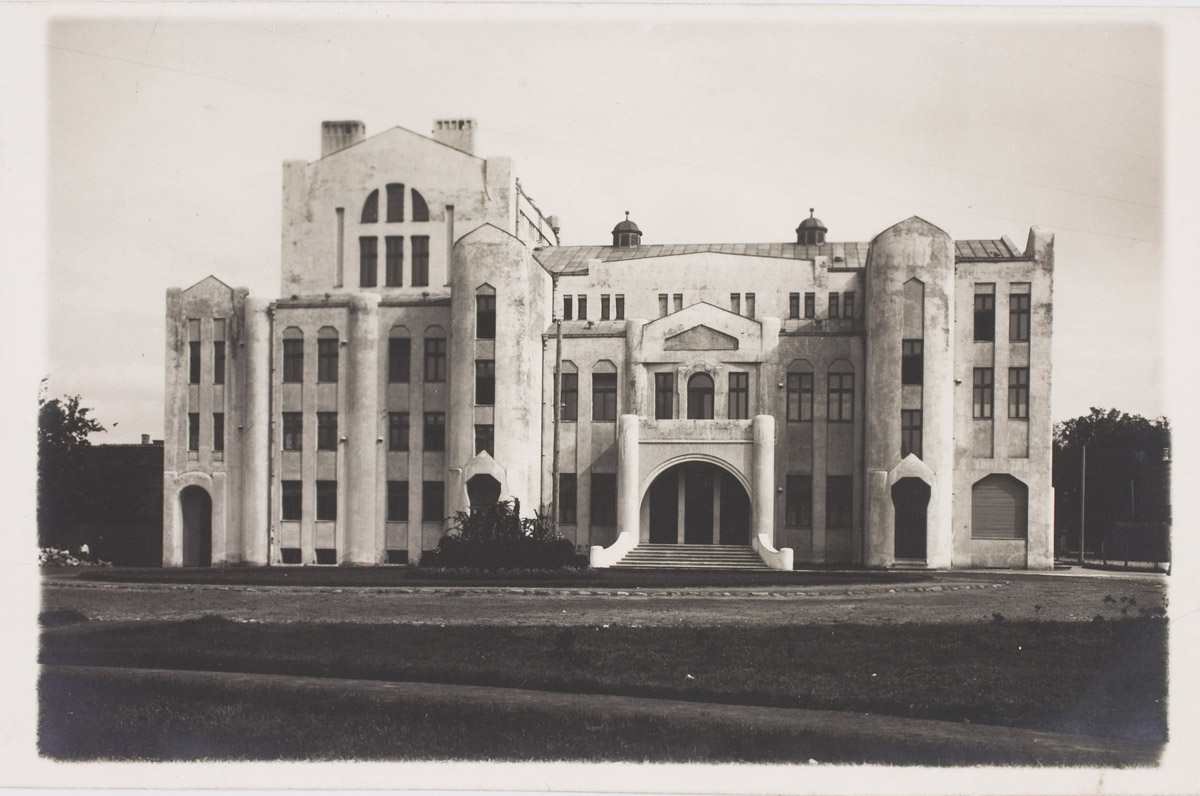
L'edifici original del Teatre Endla, on la Declaració d'Independència d'Estònia va ser proclamada públicament per primera vegada el 23 de febrer de 1918. Des del seu balcó, Hugo Kuusner va llegir el manifest a una multitud jubilosa. Aquesta estructura històrica va ser destruïda durant la Segona Guerra Mundial.

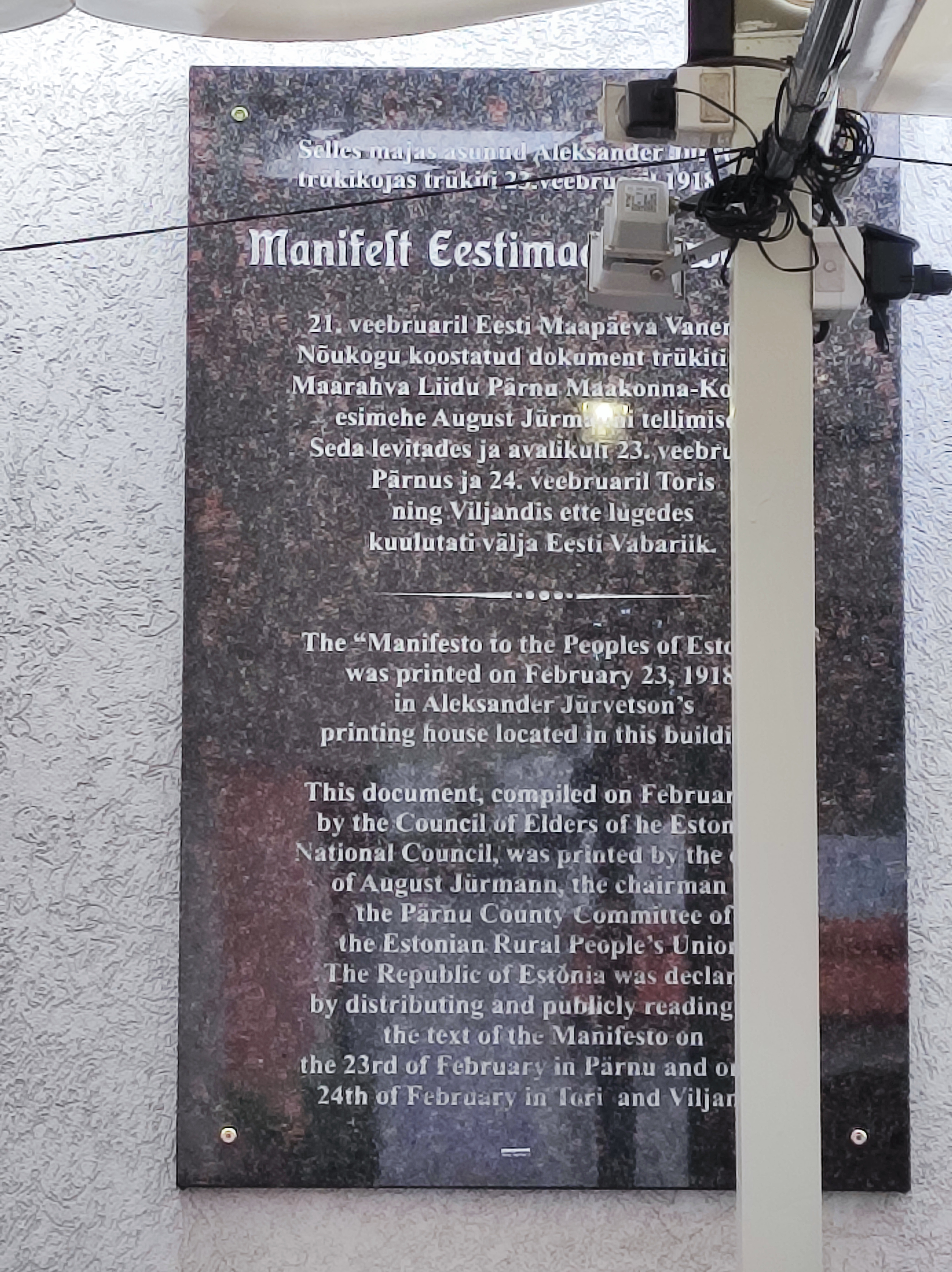
Pedra commemorativa a la primera impremta de Pärnu on es va imprimir la declaració

A la reunió del 20 de febrer al Club d'Intel·lectuals de Tallinn, August Jürman va proposar Pärnu com a ubicació alternativa per proclamar la independència si fallaven altres plans. Pärnu, amb una presència bolxevic més feble, es va considerar una alternativa més segura. Abans del viatge previst a Haapsalu, Konstantin Päts va instruir Hugo Kuusner per procedir amb la proclamació a Pärnu si fos necessari. Desconegut per als de Tallinn, el 20 de febrer es va produir un canvi significatiu de poder a Pärnu. Les notícies de l'avanç de les forces alemanyes van fer fugir les autoritats bolxevics, i l'endemà, et, comandant del Batalló Estonià de Pärnu, va anunciar que el batalló havia pres el control. Aquella nit, una reunió pública va afirmar la declaració de independència, simbolitzant el suport del poble a la causa nacionalista.
El 22 de febrer, el Batalló de Pärnu va declarar oficialment que el poder executiu a Pärnu havia estat transferit a les forces nacionals estonianes. Mentre els soviètics i les tropes russes fugien, van abandonar subministraments significatius, deixant la ciutat sota control nacionalista. Aquella nit, els líders locals, inclòs August Jürman, es van reunir al Teatre Endla per discutir els canvis polítics i preparar una proclamació formal de la independència. L'ambient estava carregat d'anticipació mentre es preparaven les bases per a l'esdeveniment històric.
L'endemà, 23 de febrer, Jaan Soop, un funcionari del govern nacionalista, va arribar a Pärnu amb dues còpies de la Declaració. Aquests documents, amagats a les seves galotxes i abric, havien estat trets de contraban de Tallinn en circumstàncies terribles, amb Soop escapant per poc de la persecució bolxevic. El manifest es va preparar immediatament per a la impressió a la impremta Meie Kodumaa, gestionada per Aleksander i Maria Jürvetson. Sota la supervisió de Maria, la impressió es va completar amb urgència, produint entre 20.000 i 60.000 còpies per a la distribució. Malgrat els desafiaments logístics, la Declaració va arribar ràpidament als centres urbans i a les zones rurals, garantint la seva àmplia difusió.
La declaració va ser proclamada públicament més tard aquella nit, a les 8:00 PM, des del balcó del Teatre Endla. Hugo Kuusner, membre de l'Assemblea Provincial d'Estònia, va pronunciar el discurs històric sota la llum de les torxes. El seu discurs va ser rebut amb un entusiasme aclaparador per la multitud reunida. Les nenes de l'escola local van repartir cintes blau-negre-blanc, que simbolitzaven l'orgull nacional, mentre que el Batalló de Pärnu va marcar l'ocasió amb salves de fusell cerimonials. La reunió va culminar amb el cant de l'himne nacional, Mu isamaa, mu õnn ja rõõm, mentre la multitud celebrava la tan esperada declaració d'independència d'Estònia.

### Proclamació a Tallinn
La situació a Tallinn va romandre tensa, ja que els bolxevics encara mantenien l'autoritat. Els plans inicials perquè Jüri Vilms llegís el manifest el 23 de febrer durant una funció de tarda al Teatre d'Estònia van ser frustrats quan els bolxevics van declarar l'estat d'emergència i van prohibir les reunions públiques. Malgrat això, el professor d'art et va aconseguir imprimir algunes còpies del manifest aquella nit, que van ser distribuïdes i penjades per la ciutat per Voldemar Päts i Aleksander Veiler. Mentrestant, les forces nacionals van començar a mobilitzar-se quan l'autoritat bolxevic va començar a vacil·lar.
La situació va canviar dràsticament la nit del 23 de febrer, quan les autoritats soviètiques van enviar un missatge oficial sobre la transferència d'Estònia a les forces alemanyes. Això va desencadenar l'evacuació de les forces bolxevics de Tallinn a les primeres hores del 24 de febrer, retirant-se cap al port en preparació per a la partida. Els nacionalistes van aprofitar l'oportunitat, amb grups com la milícia d'Aleksander Hellat i la unitat militar de et fent un pas endavant per mantenir l'ordre i afirmar el control estonià. Mentre els bolxevics es resistien a perdre el control del port i la central elèctrica, les unitats de defensa locals i els estudiants voluntaris van repel·lir els atacs, amb sacrificis notables, inclosa la ferida mortal del líder estudiantil et, que més tard va ser conegut com un dels primers màrtirs de l'Estònia independent. El Comitè de Salvació es va reunir a la seu del Banc d'Estònia per coordinar els esforços per al traspàs oficial de poder. Tot i que la declaració es va associar posteriorment amb la sala principal del Banc Estatal, van ser les circumstàncies que canviaven ràpidament les que van facilitar la proclamació oficial.
La impressió del manifest a Tallinn només va ser possible després que els bolxevics comencessin la seva retirada. Konstantin Konik, encarregat pel Comitè de Salvació, va iniciar la impressió a la impremta Päevaleht la tarda del 24 de febrer. Amb l'ajuda de Veiler, Karl Mikita i Arthur Devis, el manifest es va produir amb premses manuals sota vigilància armada, amb unes 200 còpies distribuïdes al vespre. El Partit Laborista Estonià va tenir un paper significatiu en aquest esforç, assegurant que el manifest arribés als espais públics de tota la ciutat. Anteriorment, ja s'havia mostrat una còpia mecanografiada a la Farmàcia de la Ciutat de Tallinn al carrer Väike-Karja.
La declaració es va celebrar formalment el 25 de febrer amb cerimònies a escoles i esglésies, seguides d'una desfilada militar al centre de la ciutat, durant la qual Konstantin Päts va llegir públicament el manifest a la multitud reunida.

### Proclamació en altres llocs

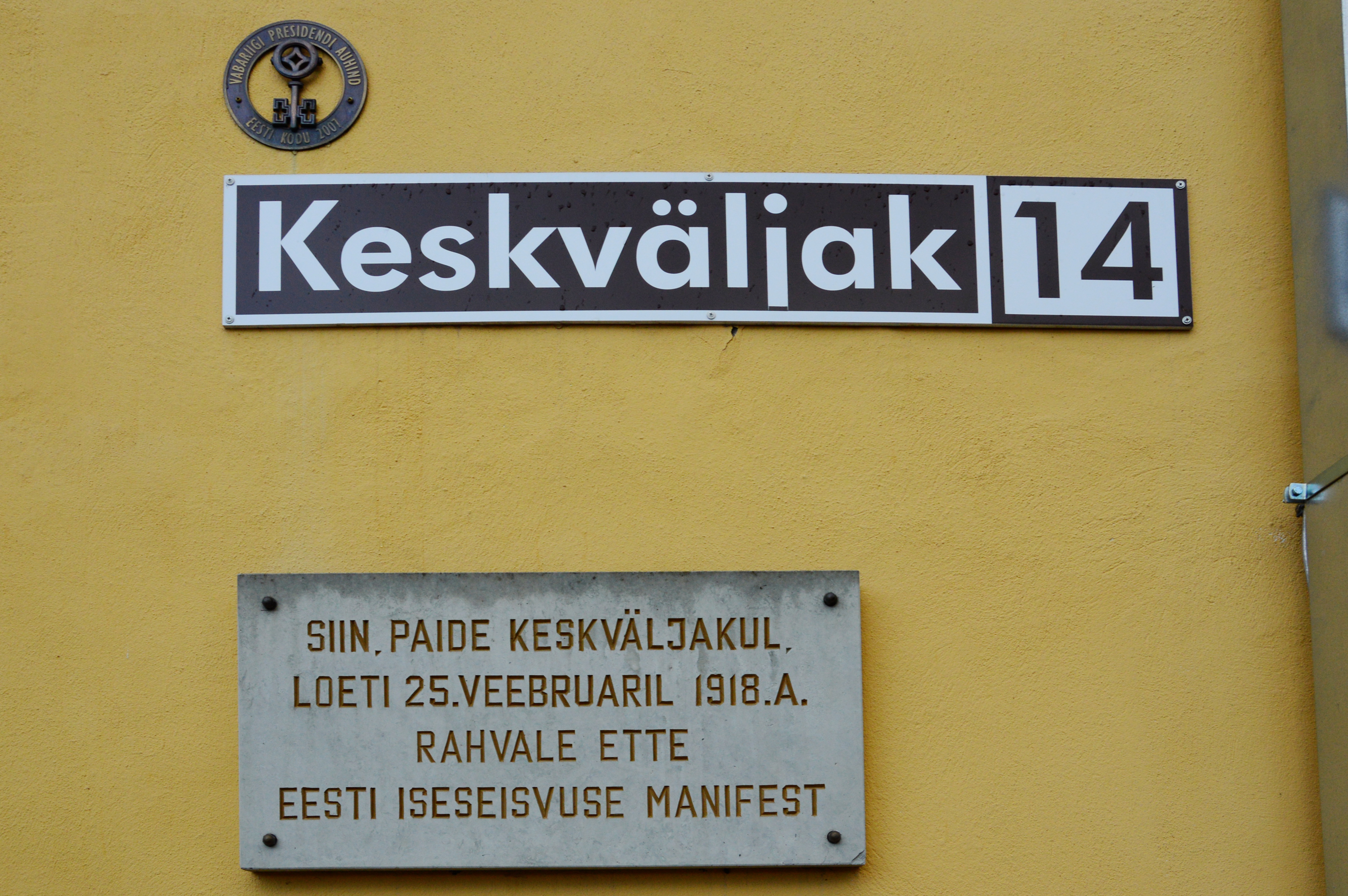
Placa commemorativa a l'Ajuntament de Paide, que commemora la proclamació del 25 de febrer de 1918

La Declaració va arribar a Viljandi el 24 de febrer, portada per Jakob Karu des de Pärnu. La ciutat, ja sota el control del 2n Regiment Estonià després de la retirada de les forces bolxevics la nit del 22 al 23 de febrer, estava relativament tranquil·la però incerta sobre la situació general a Estònia. Aquella tarda, es van distribuir i exposar cartells anunciant la proclamació de la independència, cridant els ciutadans a reunir-se a l'ajuntament. A les 4:00 PM, l'alcalde et va llegir el manifest en veu alta, i es va hissar la bandera nacional, simbolitzant la nova independència d'Estònia. La multitud reunida va cantar l'himne nacional. L'endemà, 25 de febrer, el tinent et del 2n Regiment Estonià, que va dirigir els seus soldats cantant l'himne, va fer una segona lectura del manifest.
A Paide, la independència va ser proclamada el 24 de febrer sota el lideratge del capità Jaan Maide, comandant del batalló estonià local. La nit anterior, el batalló va arrestar els líders bolxevics i va assegurar instal·lacions clau, preparant el camí per a la proclamació. El cap de policia del comtat, et, va emetre un avís públic instant a la cooperació amb els esforços per la independència. El 25 de febrer va tenir lloc una reunió formal a la plaça de la ciutat de Paide, on el capità Maide va llegir públicament el manifest als residents. La cerimònia va incloure música, cant i una salutació cerimonial dels soldats. Posteriorment, la Declaració es va traduir a l'alemany i es va informar als funcionaris militars alemanys locals de la declaració
La proclamació d'independència va arribar a Rakvere mitjançant un telegrama enviat pel tinent Theodor Käärik des de Tallinn el 24 de febrer. Malgrat el control bolxevic de l'oficina de correus local, Tõnis Kalbus, un antic comissari del comtat, va interceptar el missatge i el va passar a Mihkel Juhkam, cap del govern del comtat. Es van distribuir còpies del missatge per tota la ciutat. El 25 de febrer, els bolxevics van començar a retirar-se i, el matí del 26 de febrer, el control de Rakvere va passar a les forces nacionals, amb l'ajuda del 4t Batalló Estonià. En una reunió pública aquell dia, Tõnis Kalbus va llegir la Declaració, anunciant oficialment la independència d'Estònia a la població local.
El telegrama del tinent Käärik també va arribar a Petrograd i Narva. A Petrograd, el diari Eesti va publicar la declaració d'independència en el seu número del 26 de febrer, incloent-hi el text complet de la Declaració i les ordres del Comitè de Salvació. No obstant això, la comunitat estoniana de Petrograd podia fer poca cosa més sota el control bolxevic. Per contra, els nacionalistes de Narva van prendre mesures addicionals. La nit del 25 de febrer, Christjan Kaarna va convocar una reunió d'activistes pro-independència a les dependències del comitè local del Partit Laborista i va llegir el telegrama de Käärik. El telegrama va ser rebut amb entusiasme i, després de l'emoció inicial, el missatge es va imprimir i es va exposar públicament. La impremta K. Anvelt and Co., dirigida per Jakob Kull, va imprimir unes 2.500 còpies abans de les 8:00 del matí. No obstant això, la distribució del telegrama va ser clandestina, ja que els bolxevics encara mantenien un control ferm a Narva. Aviat van seguir detencions massives, que van aturar la posterior difusió del missatge. Al mateix temps, els bolxevics van anunciar des de l'ajuntament que no existia cap entitat anomenada República d'Estònia, que el poder bolxevic a Tallinn era segur i que el telegrama distribuït era una falsedat provocadora.
És probable que el 25 de febrer també es llegís públicament la declaració a Otepää. El manifest va ser imprès i distribuït a Pärnu, Paide i Tallinn. El nombre total d'exemplars impresos va ser probablement d'uns 40.000, però podria haver arribat als 100.000. A més, el text es va publicar el 25 de febrer al diari Päevaleht i el 26 de febrer al diari Eesti, amb seu a Petrograd. Aquests esforços van assegurar l'àmplia difusió de la declaració, solidificant l'anunci d'independència d'Estònia tant per al públic nacional com internacional.

## Contingut de la Declaració
La declaració va afirmar la independència d'Estònia i va esbossar els principis de la república acabada d'establir. L'objectiu de la declaració era definir clarament la sobirania territorial, els principis legals i la futura governança democràtica de l'estat d'Estònia. Els autors van treballar tota la nit per assegurar que el text expressés les esperances i aspiracions del poble estonià. Va ser dissenyat com un document fundacional de l'estat, similar a una breu constitució, que articulava les llibertats, els drets i les responsabilitats dels ciutadans estonians alhora que demanava la formació d'una assemblea constituent per establir la governança de la nació. El manifest va declarar Estònia com una república democràtica independent. Va estipular que l'ordre nacional de l'estat estonià seria determinat per la futura Assemblea Constituent d'Estònia.

## Llegat

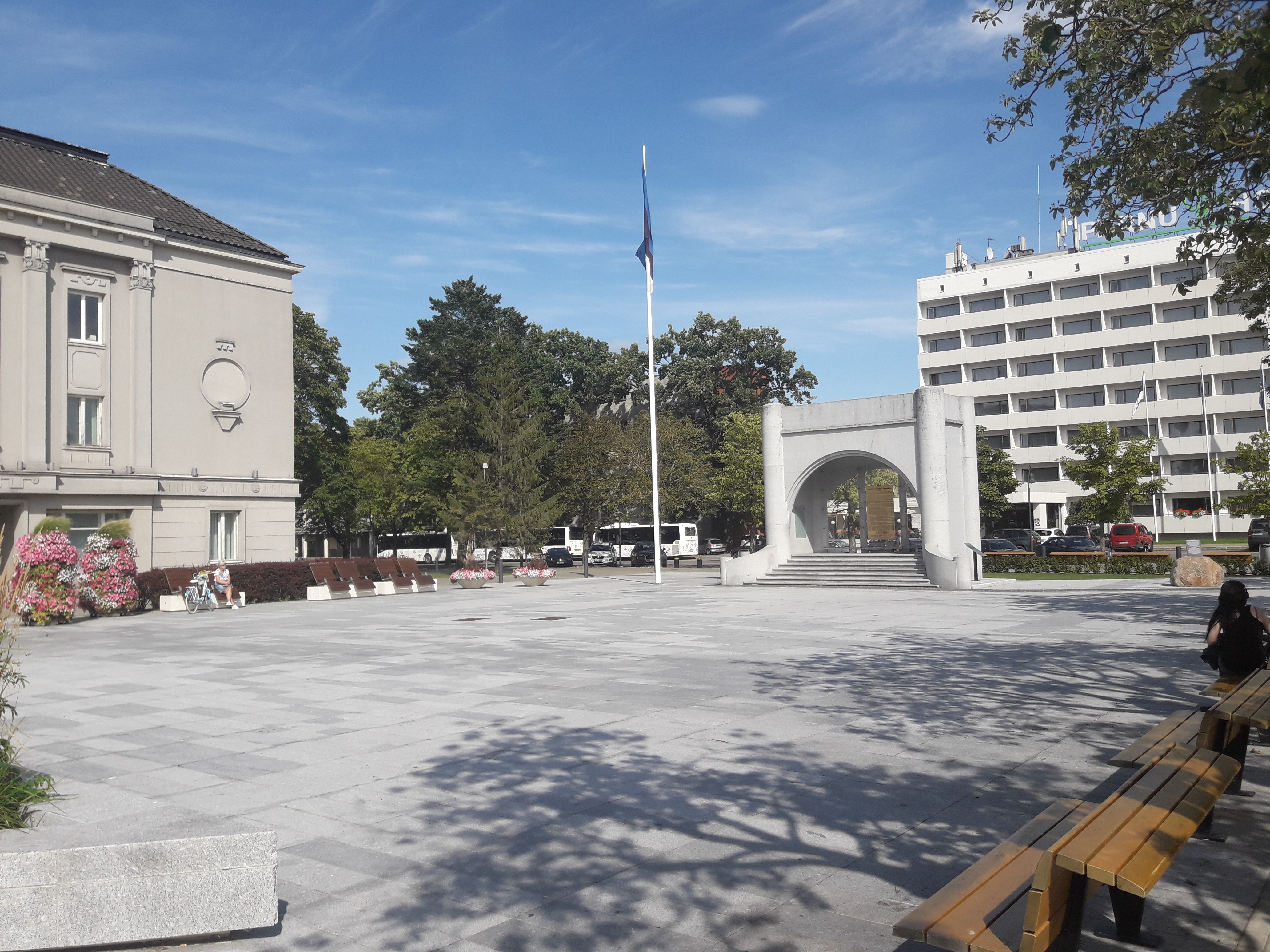
Plaça de la Independència a Pärnu, amb el monument a la Declaració d'Independència – una reconstrucció del balcó del Teatre Endla